# Ширинці
Ширинці (хорв. Širinci) — населений пункт у Хорватії, в Бродсько-Посавській жупанії у складі громади Окучани.

## Населення
Населення за даними перепису 2011 року становило 2 осіб.
Динаміка чисельності населення поселення:

## Клімат
Середня річна температура становить 10,77 °C, середня максимальна – 24,37 °C, а середня мінімальна – -4,91 °C. Середня річна кількість опадів – 945 мм.
| Клімат поселення                              | Клімат поселення | Клімат поселення | Клімат поселення | Клімат поселення | Клімат поселення | Клімат поселення | Клімат поселення | Клімат поселення | Клімат поселення | Клімат поселення | Клімат поселення | Клімат поселення | Клімат поселення |
| Показник                                      | Січ.             | Лют.             | Бер.             | Квіт.            | Трав.            | Черв.            | Лип.             | Серп.            | Вер.             | Жовт.            | Лист.            | Груд.            |                  |
| Середній максимум, °C                         | 7,20             | 8,30             | 12,48            | 16,45            | 21,24            | 24,37            | 23,40            | 22,95            | 19,32            | 14,47            | 9,21             | 5,17             |                  |
| Середня температура, °C                       | 1,14             | 2,23             | 6,43             | 10,40            | 15,18            | 18,32            | 20,24            | 19,80            | 16,16            | 11,29            | 6,06             | 2,01             |                  |
| Середній мінімум, °C                          | −4,91            | −3,81            | 0,36             | 4,34             | 9,14             | 12,25            | 17,07            | 16,64            | 13,00            | 8,13             | 2,89             | −1,17            |                  |
| Норма опадів, мм                              | 58               | 54               | 65               | 81               | 87               | 104              | 88               | 89               | 77               | 82               | 88               | 72               |                  |
| Середньомісячна швидкість вітру, м/с          | 1.86             | 2.10             | 2.41             | 2.34             | 2.15             | 1.94             | 1.89             | 1.76             | 1.78             | 1.85             | 1.90             | 1.92             |                  |
| Середньомісячна сонячна радіація, кДж/м²·день | 4420             | 7203             | 10951            | 15208            | 19354            | 21544            | 22370            | 19938            | 14813            | 9283             | 4958             | 3693             |                  |
| --------------------------------------------- | ---------------- | ---------------- | ---------------- | ---------------- | ---------------- | ---------------- | ---------------- | ---------------- | ---------------- | ---------------- | ---------------- | ---------------- | ---------------- |
| Джерело:                                      |                  |                  |                  |                  |                  |                  |                  |                  |                  |                  |                  |                  |                  |